# Morgan Bulkeley
Pour les articles homonymes, voir Bulkeley.
Morgan Gardner Bulkeley, né le 26 décembre 1837 à East Haddam et mort le 6 novembre 1922 à Hartford, est un homme politique et dirigeant de baseball américain.
Républicain, il participe à la guerre de Sécession. Maire de Hartford, il est alors aussi le 54e gouverneur du Connecticut et sénateur de cet État.